# Carolina Arregui
María Carolina Arregui Vuskovic (Santiago, 26 de agosto de 1965) es una actriz chilena de televisión.

## Biografía
Es una de las hijas de Guillermo Arregui y Rosa Vuskovic. Arregui asistió al Colegio Josefino Santísima Trinidad de Providencia, al Liceo B-50 de Niñas de Ñuñoa y al Liceo Municipal Amanda Labarca, egresando en 1983.
A los 16 años dejó su hogar materno y se trasladó a vivir en un pensionado en el Barrio Brasil de Santiago. Durante un tiempo trabajó como cantante en pubs en el Barrio Bellavista, y luego como promotora en diversas agencias de publicidad.  Dos años después, en 1983, protagonizó el spot publicitario de licor guinda Mitjans, que le permitió trabajar rápidamente en televisión.
Arregui no tiene estudios universitarios y de formación artística. Sin embargo, ha reconocido a los actores Ana González y Jorge Yáñez como sus grandes maestros, con quienes trabajó al inicio de su carrera.

## Carrera
Sus primeros pasos en el mundo de la televisión incluyen varios bolos en El juego de la vida y La represa para el director Ricardo Vicuña en Televisión Nacional. 
En 1984 el director Óscar Rodríguez le asigna un rol de reparto en Los títeres. La telenovela se convirtió su primera gran oportunidad, trabajó junto a los autodidactas Ana González y Jorge Yáñez, quienes fueron fundamentales para la joven actriz en televisión. 
En 1986 protagonizó junto a Bastián Bodenhöfer, Ángel malo, dirigida por Óscar Rodríguez. La telenovela tuvo un gran éxito, posicionando a la actriz y deparándole el premio Laurel de Oro, en la categoría de Mejor actriz de televisión. Ángel malo se transformó para Arregui en el inicio de una consolidada carrera en telenovelas producidas por el Área Dramática de Canal 13.
Otras telenovelas notables de Arregui a finales de los años 1980 y comienzos de 1990 incluyeron varias colaboraciones con Rodríguez. En aquel entonces mantenía una relación sentimental con él, y representó muchos personajes populares de sus telenovelas, entre ellas Semidiós, ¿Te conté?, Villa Nápoli y Marrón glacé. Pero después de Marrón glacé en 1993, Arregui y Óscar Rodríguez terminaron su larga relación de trabajo, y la telenovela sería su última colaboración importante hasta 2003. Alejada de la órbita de Canal 13, la actriz afrontó la cesantía y diversos problemas personales.
Tras una etapa sin grandes proyectos, Arregui regresó a Canal 13 en 2003, desilusionada de la industria, que la relegaba poco a poco a papeles secundarios; a su llegada le es ofrecido el papel coprotagonista de Machos, dirigida por Herval Abreu, quien era su admirador desde que trabajó como asistente director de televisión. En 2005 recuperó el favor del público en Brujas (2005), producida por Verónica Saquel, donde encarnó a Beatriz González, una mujer empeñada en encontrar a la mujer que pasó la última noche junto a su esposo antes de su muerte. Por su papel recibió un Premio APES y un Copihue de Oro. 
En 2010 perdió el protagonismo en el género de las telenovelas, apareciendo en dos telenovelas con roles secundarios e incluso debió hacer un casting para participar en Feroz, protagonizada por Tamara Acosta y Primera dama, protagonizada por Celine Reymond. Al año siguiente aceptó un papel secundario en la telenovela Peleles, donde Blanca Lewin obtiene el rol femenino principal.
A mediados de 2011, firmó un contrato exclusivo con el Área Dramática de TVN, tras consagrar su carrera en Canal 13, después de 27 años. La actriz tomó la decisión debido al protagonismo que le ofrecía la televisión pública con respecto a la situación se encontraba. En el canal estatal protagonizó con gran aceptación las comedias de situación Pobre rico (2012) y Somos los Carmona (2013). Sin embargo, al año siguiente, protagonizó la telenovela menos vista de la historia de la televisión chilena, Caleta del sol (2014) junto a su hija Mayte Rodríguez.
Tras Caleta del sol, comenzó a ser dirigida en roles secundarios por directores de poca experiencia, muy lejos de la alta audiencia. Durante 2019, fue panelista del matinal de TVN, Muy buenos días y estuvo en Amar a morir, la última telenovela de TVN grabada durante 2018. En diciembre de 2019, tras ocho años de exclusividad, y el fin de su contrato, se anunció su salida de Televisión Nacional.
En 2020, se anuncia su arribo a Mega para Got Talent Chile, donde cumplió el rol de jurado del talento show junto con Luis Gnecco, Denise Rosenthal y Sergio Freire. En 2021 participó en #PobreNovio, estrenada en agosto de ese año.

## Imagen pública
La imagen de la actriz ha cambiado notoriamente desde 2003. Arregui se ha hecho diversas cirugías como liposucción, abdominoplastia, perfilamiento de pómulo, nariz, labio y botox en distintas partes de su rostro. Pese a esto, su imagen le ha permitido mantener vigente su carrera en televisión. Sin embargo ha recibido críticas mixtas entre la prensa de espectáculos y los espectadores de televisión por su apariencia. «Mi marido es cirujano plástico y si me puedo hacer algún arreglo, lo haré», declaró la actriz.

## Vida personal

### Matrimonios y relaciones
Arregui contrajo matrimonio con el célebre director de televisión, Óscar Rodríguez Gingins en 1985, y tuvieron tres hijos: Óscar (n. 1985), Miguel Ángel (n. 1986) y Mayte Rodríguez (n. 1989). Posteriormente, tuvo una relación con el actor Fernando Kliche en 1994, y tiempo después con el piloto de carreras Eliseo Salazar. Entre 1996 y 2002 mantuvo una relación con el ex Mayor de Ejército y agente CNI, Patricio Castro Muñoz, de la cual nació su hija menor, María Jesús (n. 2000). En 2005, Arregui comenzó una relación con el cirujano plástico Roy Sothers, con quien contrajo matrimonio en 2016. Sothers falleció a causa de un  cáncer de estómago el 5 de mayo de 2025.

### Crisis personal
Su matrimonio con Rodríguez fue considerado durante años un ejemplo de éxito matrimonial. Sin embargo, en 1990 comenzaron a circular rumores sobre problemas en la relación. A medida que el vínculo se deterioraba, la actriz y el director se vieron envueltos en un escándalo mediático en el que Fernando Kliche era frecuentemente mencionado como "el otro hombre", debido a la notable química entre ambos en la telenovela Marrón Glacé. Aunque la pareja negó públicamente cualquier acusación de adulterio, las especulaciones persistieron durante las grabaciones, hasta que la actriz protagonizó un confuso episodio con Kliche mientras interpretaban una escena dirigida por el propio Rodríguez. Este hecho marcó el quiebre definitivo del célebre matrimonio y llevó al despido inmediato de la actriz por parte de los altos ejecutivos de Canal 13, debido al revuelo causado por el presunto episodio de infidelidad y los rumores sobre una posible adicción a las anfetaminas.
Tras la crisis matrimonial y la pérdida de su trabajo, Arregui también perdió la custodia legal de sus tres hijos. Poco después, cayó en el consumo de drogas y fue internada en una clínica de rehabilitación. Fue precisamente este período oscuro el que Rodríguez aprovechó para exponer en la prensa de espectáculos en 2003, en respuesta a las acusaciones que Arregui había hecho en su contra durante el programa Primer plano. "Carolina es una persona diagnosticada clínicamente como bipolar o con trastorno límite de la personalidad. Vive en un estado de gran confusión, que se refleja en sus entrevistas. Crea situaciones sabiendo que no son ciertas", declaró Rodríguez. Debido a la crisis personal, durante siete años, la actriz se mantuvo sin trabajo en televisión. No obstante, Arregui retomó la custodia de sus hijos y una década después, se reconcilió con Rodríguez.

### Problemas judiciales
Se vio envuelta en varios líos judiciales de notoriedad pública en 2003 por tráfico y lavado de dinero en el Caso La Cutufa 2. El nombre de la actriz y de su pareja Patricio Castro, aparecieron en una serie de documentos, de inscripción cuestionadas de propiedades en bienes raíces, que emitió el programa de televisión Informe especial. En 2006 la actriz declaró durante tres horas ante el Juzgado del Crimen de Santiago. Pese a no comprobar responsabilidad directa de la actriz, obtuvo de su pareja dos automóviles de lujo; un Porsche rojo y un Audi A6 de $42.000.000 (42 millones de pesos chilenos), robados e ingresados ilegalmente al país. En 2005, Castro fue condenado a la Cárcel de Alta Seguridad (CAS) por la estafa de la financiera ilegal La Cutufa 2. En 2010 fue procesado, y en 2018, condenado a 15 años de prisión por el homicidio de siete miembros del MIR, en 1984, durante su labor como agente del Central Nacional de Informaciones (CNI) del entonces dictador , Augusto Pinochet.

### Otras controversias
En 2019, Arregui reveló su enemistad desde 1986 con Claudia Di Girolamo en dos episodios del magacín Muy buenos días. El actor Tiago Correa cuestionó a Arregui por revelar episodios personales de manera pública, sosteniendo que «cada uno tiene su escala valórica, pero yo no lo haría».
El 12 de octubre de 2020, Arregui realizó una entrevista en el podcast Impacto en el rostro, donde sostuvo que: «Herval Abreu es un super buen profesional. [...] Independiente de las cosas que se hayan dicho, yo no pesco eso, son rumores, es caer como en la chimuchina (mentira)». Estas palabras fueron duramente criticadas por usuarios de foros Fotech durante la emisión del capítulo, debido a su actitud displicente y poco ética, con los acontecimientos ocurridos entre octubre y diciembre de 2018, que involucraron a su gremio de actrices tras las docenas de acusaciones de abuso sexual contra el director.